# Love and Law
Love and Law er en amerikansk stumfilm fra 1910.